# Sandra Neilson
Sandra Neilson (n. 20 martie 1956, Burbank, California, SUA) este o înotătoare ce a reprezentat Statele Unite ale Americii, medaliată olimpică. A participat la o ediție a Jocurilor Olimpice (1972) în care a câștigat 4 medalii de aur.